# Represa de Krångede
La Represa de Krångede es una central hidroeléctrica construida sobre el río Indals en la Provincia de Jämtland, Suecia. Se localiza a las afueras de Hammarstrand en el este de Jämtland. Aunque recientemente se ha levantado en su entorno la villa de Krångede AB. Es propiedad de la empresa Fortum Oy.

## Especificaciones técnicas

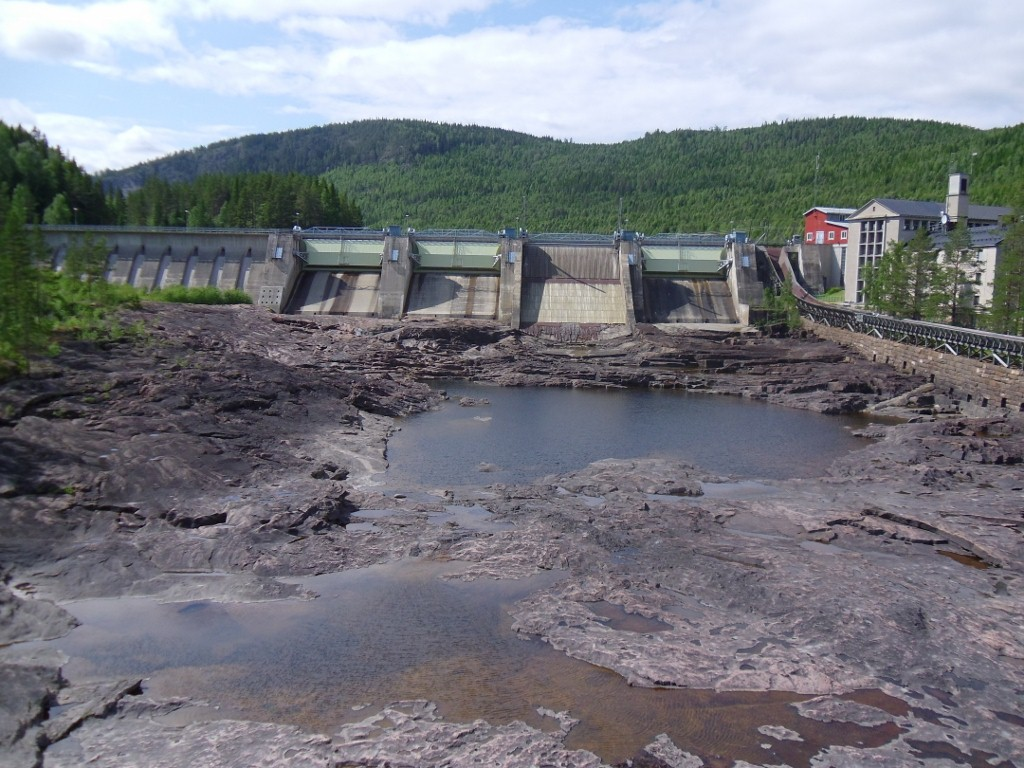
Imagen de la represa en 2011

La represa está compuesta por seis turbinas de tipo Francis con una potencia instalada de 248,4 MW y una producción media de 1622,4 GWh. El desnivel máximo es de 60 m.

## Historia
La presa comenzó a construirse en 1931 y la obra se finalizó en 1936. Hasta 1952, la central fue la de mayor producción eléctrica del país; año en que fue superada por la represa de Harsprånget. En la actualidad continúa siendo una de las centrales hidroeléctricas privadas de mayor producción a nivel nacional.